# 11905 Giacometti
A 11905 Giacometti (ideiglenes jelöléssel 1991 VL6) a Naprendszer kisbolygóövében található aszteroida. Eric Walter Elst fedezte fel 1991. november 6-án.
Nevét Alberto Giacometti (1901 – 1966) svájci szobrász után kapta.